# Plantago jujuyensis
Plantago jujuyensis là một loài thực vật có hoa trong họ Mã đề. Loài này được Rahn miêu tả khoa học đầu tiên năm 1974.